# Черемошненська сільська рада (Житомирський район)
Черемошненська сільська рада — колишня адміністративно-територіальна одиниця та орган місцевого самоврядування у Пулинському, Черняхівському, Житомирському районах і Житомирській міській раді Волинської округи, Київської та Житомирської областей Української РСР з адміністративним центром у селі Черемошне.

## Населені пункти
Сільській раді на час ліквідації були підпорядковані населені пункти:
- с. Черемошне.

## Населення
Кількість населення ради станом на 1931 рік становила 769 осіб.

## Історія та адміністративний устрій
Створена 26 березня 1925 року як німецька національна сільська рада, в складі колоній Колодіївка та Черемошне відповідно Колодіївської та Щербинської сільських рад Черняхівського району Житомирської (згодом — Волинська) округи. Станом на 15 червня 1925 року в підпорядкуванні значилися населені пункти Березівський млин та Черемошнянський радгосп. 28 вересня 1925 року сільську раду передано до складу Пулинського району Волинської округи. З 1929 року в підпорядкуванні ради значився хутір Піщанка. 3 червня 1930 року передана до складу Черняхівського району Волинської округи, 17 жовтня 1935 року — до складу Житомирської міської ради Київської області. 14 травня 1939 року, відповідно до указу Президії Верховної ради Української РСР «Про утворення Житомирського сільського району Житомирської області», сільську раду включено до складу новоствореного Житомирського району Житомирської області. На 1 жовтня 1941 року хутори Березівський Млин та Піщанка не перебували на обліку населених пунктів.
Станом на 1 вересня 1946 року сільська рада входила до складу Житомирського району Житомирської області, на обліку в раді перебувало с. Черемошне.
Ліквідована 11 серпня 1954 року, відповідно до указу Президії Верховної ради Української РСР «Про укрупнення сільських рад по Житомирській області», територію ради та с. Черемошне приєднано до складу Березівської сільської ради Житомирського району Житомирської області.